# ورلدلاین
ورلدلاین (انگلیسی: Worldline) شرکت خدمات مالی فرانسوی است، که در سال ۱۹۷۴ تأسیس شد.